# آبشار اسمولار
آبشار اسمولار (به انگلیسی: Smolare Waterfall) آبشاری است که در مقدونیه واقع شده و ارتفاع کلی ریزشگاه آن ۳۹،۵ متر است.